# Topsy (słoń)
Topsy (około 1875 – 4 stycznia 1903) – słonica cyrkowa zabita poprzez porażenie prądem.

## Historia
Topsy należała do cyrku Forepaugh. Spędziła ostatnie lata swojego życia na nowojorskim półwyspie Coney Island. Z racji, iż zabiła w ciągu kilku lat trzech mężczyzn (m.in. opiekuna zwierząt, który próbował ją karmić papierosem), zaczęła stanowić zagrożenie dla ludzi, co było bezpośrednią przyczyną do jej uśmiercenia. Była to jedna z pierwszych śmierci udokumentowanych na taśmie filmowej.

## Topsy w popkulturze
Słonica Topsy stała się bohaterką odcinka    „Topsy” animowanego serialu Bob’s Burgers (s03e16).